# Gornje Dragovlje
Gornje Dragovlje (em cirílico: Горње Драговље) é uma vila da Sérvia localizada no município de Gadžin Han, pertencente ao distrito de Nišava, na região de Zaplanje. A sua população era de 327 habitantes segundo o censo de 2011.

## Demografia
| 1948 | 1953 | 1961 | 1971 | 1981 | 1991 | 2002 | 2011 |
| ---- | ---- | ---- | ---- | ---- | ---- | ---- | ---- |
| 1126 | 1152 | 1212 | 1109 | 866  | 647  | 431  | 327  |